# The Lancet Oncology
The Lancet Oncology is een internationaal, aan collegiale toetsing onderworpen wetenschappelijk tijdschrift op het gebied van de oncologie. De naam wordt in literatuurverwijzingen meestal afgekort tot Lancet Oncol. Het wordt uitgegeven door de Lancet Publishing Group en verschijnt maandelijks. Het is een van de meest geciteerde tijdschriften op het gebied van de oncologie.